# Bioacoustique

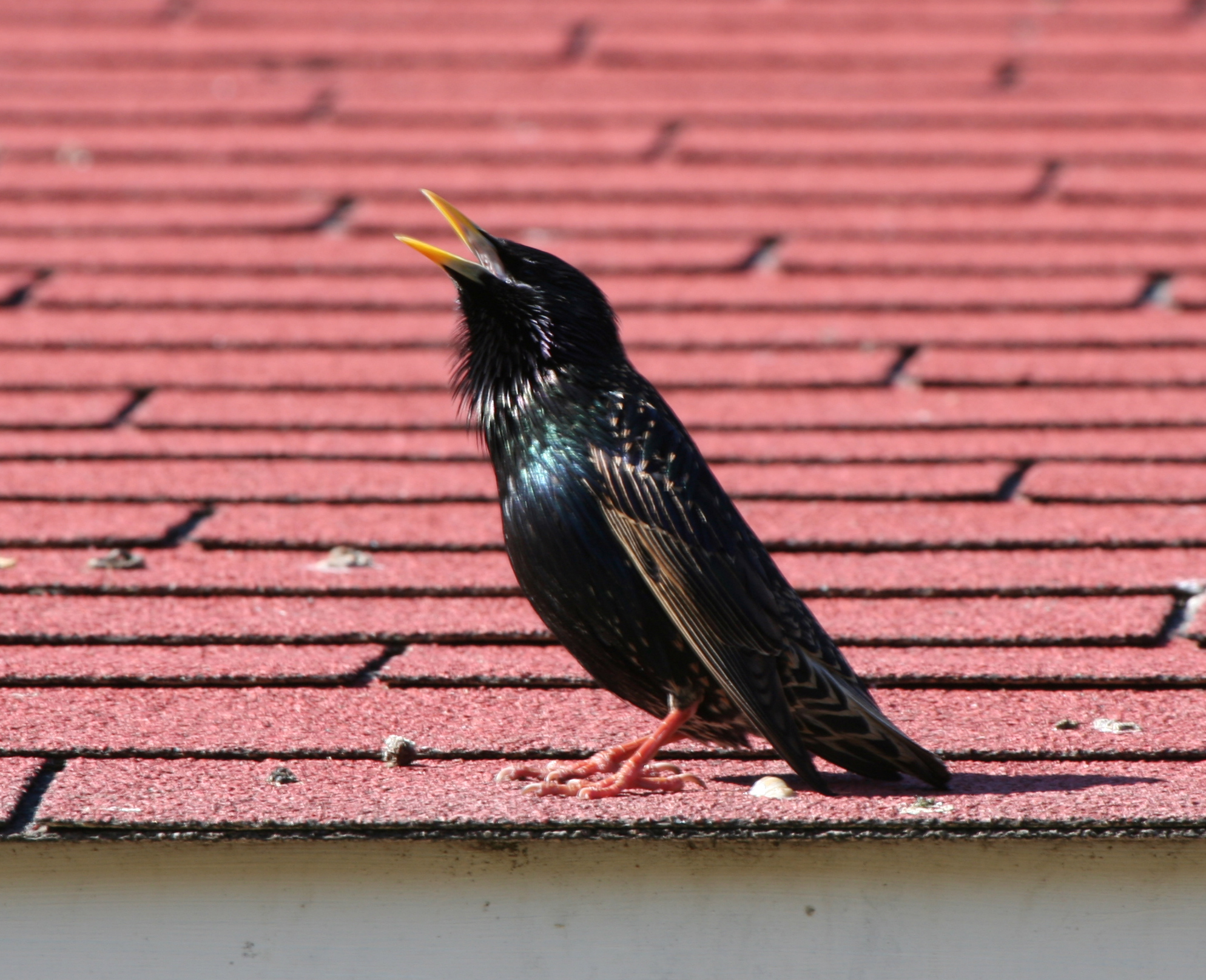
Étourneau sansonnet en train de chanter.

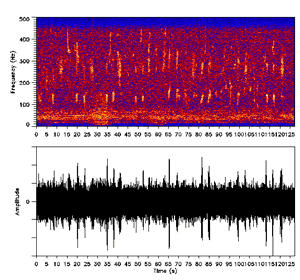
Sonagramme et oscillogramme des ondes sonores d'une baleine à bosse (Megaptera novaeangliae).

La bioacoustique est un domaine scientifique interdisciplinaire combinant la biologie et l'acoustique. Elle enregistre, stocke et étudie la production, la réception et l'interprétation des sons par les organismes biologiques, notamment chez les animaux, êtres humains inclus et plus récemment par des plantes aquatiques ou terrestres (au niveau racinaire y compris) et même chez des colonies bactériennes (ex : de Bacillus carboniphilus). Pour interpréter des sons, identifier des significations en termes de communication inter et intra-espèce, elle prend autant en compte la neurophysiologie que l'anatomie. Elle prend une importance croissante dans l'étude de la biosphère et des écosystèmes terrestres et aquatiques, parfois gravement perturbés par la pollution sonore.

## Histoire
De tout temps, les hommes ont écouté les sons d'animaux pour reconnaître les espèces animales et les repérer. 

### Bioacoustique et animaux
Les pionniers dans ce domaine sont Ludwig Karl Koch qui réalise en 1889 le premier enregistrement connu d'un oiseau (un Shama en captivité dans le zoo de Francfort-sur-le-Main. L'universitaire Arthur Augustus Allen et ses étudiants du laboratoire d'ornithologie de l'Université Cornell, Paul Kellogg et Albert A. Allen enregistrent sur des disques microsillons dans les années 1920 les cris et chants de plus de 301 espèces d’oiseaux de l'Est des États-Unis.
En 1925, le biologiste slovène Ivan Regen étudie la stridulation de sauterelles et de criquets. Il montre que ces insectes répondent aux stimuli acoustiques d'autres individus ou d'un dispositif artificiel de stridulation. Ensuite, il montre que la réception des sons se fait au niveau de l'organe tympanique (en) situé sur les pattes des grillons et des sauterelles ou au niveau de l'abdomen des criquets. Il est considéré comme le fondateur de la bioacoustique en tant que discipline scientifique.
Des dispositifs électro-mécaniques relativement rudimentaires, tels les phonographes, sont utilisés dans la première moitié du XXe siècle pour évaluer sommairement les propriétés des signaux acoustiques. L'apport de l'électronique et de dispositifs tels que des oscilloscopes, des caméras acoustiques, des hydrophones (placés notamment sous les DCP) et divers enregistreurs numériques permettent dans la seconde moitié du XXe siècle d'effectuer des mesures plus précises.
Dans les années 1990, Campbell et ses collègues analysent le bruit des ailes de moustiques et on cherche utiliser l'informatique (machine learning…) pour la reconnaissance automatiques d'espèces d'insectes, et on sait détecter dans le grain la larve de Rhizopertha dominica , un ravageur des stocks de blés . Et un logiciel arrive à distinguer et identifier automatiquement 22 espèces de grenouilles du nord de l'Australie.

### Communication vibrationnelle
Utilisant des vibrations transmises via un substrat (surface de l'eau, bois morts, feuilles mortes ou tissus végétaux vivants en général), elle est inaudible, et porte typiquement jusqu'à 2 m de l'émetteur selon Keuper & Kühne en 1983 à propos du criquet Tettigonia cantans, ou selon Henry & Wells en 1990 à propos du « chant » pré-copulatoire de Chrysoperla plorabunda, Cokl et Virant-Doberlet en 2003. Des araignées peuvent néanmoins percevoir de gros insectes de 2 à 4 m d'elles d'après McVean et Field en 1996, et Barth en 2002. Et Stewart et Zeigler en 1984 ont expérimentalement montré que, dans de bonnes conditions, mâles et femelles de plécoptères de l'espèce Perlinella drymo peuvent communiquer en duo à 8 m (voire plus) l'un de l'autre, par tambourinement transmis le long d'une baguette de bois (de 5 à 9 mm de diamètre), ici utilisée comme guide d'ondes.
Ces « vibrations » inaudibles pour l'Homme peuvent être électriquement transcrites en sons « aériens » écoutables via un haut-parleur par l'Homme (avec leur ton et leur rythme conservés). Ainsi amplifiés, ces sons apparaissent très différents des chants stridulants de cigales, sauterelles et grillons ou des vrombissements d'apidés (abeilles, bourdons) : ils semblent produits par de gros animaux. Pour ce type de vibrations, il n'y a plus de lien entre la taille de l'invertébré émetteur et la fréquence (hauteur) du signal produit. Les ondes de pression traversant l'air ne peuvent pas être utilisées par les petits invertébrés pour communiquer alors que les baleines ou éléphants peuvent produire efficacement des sons à basse fréquence portant très loin respectivement dans l'eau ou l'air. 
Cependant, les contraintes de transmission d'une vibration dans l'air n'existent plus pour les substrat bons conducteurs de vibration tels que le bois mort ou le végétal vivant. Là des signaux basse fréquence peuvent être émis par de très petits animaux (ex : la cicadelle épineuse Umbonia crassicornis, 10 000 fois moins lourde qu'un crapaud buffle américain Lithobates catesbeianus, est inaudible pour nous, mais communique via le substrat végétal avec des signaux vibratoires identiques (en termes de basses fréquences) aux coassement aériens de l'amphibien.
La communication vibrationnelle, écologiquement importante, car très commune chez les insectes repose sur l'émission de tons plutôt purs et/ou de séries harmoniques changeant de fréquence évoquant parfois le chant des oiseaux. Cokl et Virant-Doberlet ont montré en 2003 qu'un même insecte peut en outre associer plusieurs moyens pour générer des vibrations de basse fréquence dans un substrat ce qui lui permet d'associer des tons purs à des harmoniques avec des segments bruyants et/ou percussifs plus ou moins rythmiques. À ce jour peu de signaux vibrationnels ont été étudiés chez les invertébrés, il est donc certain que la majeure partie de ces signaux est encore à découvrir. Outre les sons émis volontairement, il y a ceux qui correspondent au travail des mandibules en train de manger, ronger ou forer…

#### Analyse automatique des sons animaux
Au début des années 2000 on sait identifier automatiquement le barrissement d'éléphants, mais aussi la signature vocale d'individus au sein du groupe ou encore, au sein de balles de coton, la signature sonore du Ver rose du cotonnier (Pectinophora gossypiella). On détecte aussi la larve de Cephus cinctus dans la tige du blé . On automatise aussi la détection/identification des chiroptères en vol.
Des techniques de bioacoustique améliorées par des réseaux neuronaux ont été récemment proposées comme une méthode non invasive pour estimer la biodiversité. Par exemple, en 2004, 25 espèces d'orthoptères britanniques pouvaient déjà être reconnus par leur chant, de manière automatique, avec une précision de 99 % pour des sons de bonne qualité.

### Bioacoustique et végétaux
Des outils bioacoustiques sont aussi envisagés pour analyser la santé des végétaux et leurs caractéristiques structurelles internes, ainsi que pour détecter certains insectes dits « ravageurs » du bois ou de plantes d'intérêt alimentaire ou commercial, via leurs comportements typiques (bruits de locomotion, de creusement, d'alimentation et/ou de communication). On sait maintenant amplifier, filtrer (éliminer les interférences émises par le dispositif d'enregistrement, l'environnement), classer et interpréter ces sons, dont par apprentissage automatique. Le signal sonore peut être segmenté et chaque segment peut être caractérisé pour son harmonique dominante, sa périodicité, ses coefficients cepstraux (distribution relative de l'énergie entre les différentes sous-bandes spectrales). En tenant compte des caractéristiques combinées de distribution spectrale, temporelle et spatiale des signaux écoutés dans les plantes, il devient possible d'interpréter de manière de plus en plus fine les vibrations structurelles des plantes, les processus de filtrage et de distorsion du bruit, pour améliorer les évaluations de l'état de la plante et d'éventuelles infestations cachées de ravageurs ou d'espèces contribuant à la biodiversité négative (espèces introduites, envahissantes, invasives…).

Parmi les espèces cibles testées figurent notamment deux coléoptères (Curculionidae, Dryophorinae) :  Rhynchophorus ferrugineus qui attaque les palmiers, et le charançon du riz, Sitophilus oryzae (L.). En 2009, le taux de détection atteignait respectivement 99,1 % et 100 % pour ces deux insectes.
Un champ récent et encore émergent de la bioacoustique est l'étude des bruits activement ou passivement produits par les plantes terrestres ou aquatiques.

## Écologie acoustique
Les progrès les plus récents en bioacoustique ont fait émerger les relations entre les organismes vivants et leur environnement sonore, d'où le développement du concept de paysage sonore étudié par l’écologie acoustique ou écologie sonore, concept formulé à l'origine par le compositeur et écologiste canadien R. Murray Schafer dans son livre de 1977 Le Paysage sonore. 
L'écologie acoustique étudie des sons produits par les êtres vivants d'un écosystème (discipline appelée biophonie (en)), des sons d'origine humaine et notamment l'impact du bruit anthropique (discipline appelée anthropophonie (en)), et des sonorités de la Terre non biologiques (discipline appelée géophonie (en)), disciplines dont les termes sont dus au musicien Bernie Krause et son collègue Stuart Gage.
L'écologie acoustique s'intéresse aussi à l'artificialisation et à l'anthropisation sonore du monde, et en particulier aux effets de la pollution sonore ou de bruits anthropiques, y compris discrets ou inaudibles (ex : ultrasons et infrasons aéroporté en champ lointain (vibration se propageant dans l'air sont à une distance où la pression acoustique domine, et la vitesse des particules sonores et la pression acoustique sont en phase) et aéroportés en champ proche (Vibration se propageant dans l'air à une distance où la vitesse des particules d'air domine et où la vitesse des particules sonores et la pression acoustique ne sont pas en phase), ou simplement transmis par le substrat terrestre ou aquatique) susceptibles de négativement 'interférer avec de nombreuses espèces, notamment d'invertébrés marins et terrestres,,, avec en outre des susceptibilités individuelles.
Ses résultats d'études peuvent aussi porter sur les animaux domestiques, ou les animaux de laboratoire, avec des enjeux importants ; on a ainsi montré que des perturbations aiguës du sommeil d'animaux de laboratoire par le bruit peuvent changer leur comportement, dégrader leur cycle veille-sommeil et notamment causer un dysfonctionnement de l'axe hypothalamo-hypophyso-surrénalie, ce qui peut être source de pathologies et de biais dans certaines études. De nombreux travaux récents ont porté sur la communication vibrationnelle chez les arthropodes et sur la perception et l'émission de sons ou vibrations chez ou sur les plantes (Bioacoustique végétale).

## Audionaturalisme
À la différence de la bioacoustique qui enregistre la nature à des fins scientifiques, l’audionaturalisme est à la recherche de la musicalité de la nature, des interactions sonores entre les animaux et/ou les éléments naturels (bruissement des feuilles, sons de la pluie ou des vagues à l'interface air-eau, bruit du vent). Le bioacousticien a plus une démarche scientifique tandis que l'audionaturaliste s'appuie sur l'aspect esthétique, musical et contemplatif pour faire découvrir les sons de la nature. 
En 2005 Fernand Deroussen invente le terme et le nom de son métier, aujourd'hui repris par l'ensemble francophone, avec le titre de « AUDIO-NATURALISTE ». La raison en est simple, depuis toujours cette passion était décrite comme bio-acousticien (chercheurs et scientifiques qui travaillent sur le son comme composante à la description du vivant), chasseur de sons (vous comprendrez que d'un point de vue éthique le terme de chasse est contradictoire avec l'émerveillement du vivant), fieldrecorder (bien trop généraliste de la passion de la captation du tout sonore en extérieur) voire sound tracker. Aucun de ces termes ne correspond à la véritable description de cette passion qui consiste à enregistrer le son et les ambiances du monde sauvage pour la beauté, leur écoute esthétique et la contemplation. Donc tout naturellement le terme AUDIO lié à NATURALISTE est apparu évident pour faire comprendre en un mot au public le véritable sens à cette passion. L'audio-naturaliste enregistre avant tout la vie sauvage, les êtres et paysages vivants et non simplement du son.
En France, un des pionniers est le compositeur Fernand Deroussen qui a déposé une partie de sa sonothèque au Muséum national d'histoire naturelle et vit de ses droits d'auteur. En 2019, il existe une dizaine d'audionaturalistes professionnels qui ne vivent que de cette activité. C'est avant tout une passion d'amateurs représentés par l'association SONATURA

## Évènements
Plusieurs évènements rassemblant la communauté scientifique autour de la bioacoustique sont organisés dans le monde, le plus souvent sous la forme de congrès internationaux. On peut noter (liste non-exhaustive) :
- L'IBAC (International Bioacoustics Council), où l'objectif est de promouvoir la rencontre internationale dans tous les domaines liés à la bioacoustique[35].
- L'African Bioacoustics Community Conference, qui réunit, en Afrique, des personnes du monde entier intéressées par la bioacoustique. Ces conférences donnent l'occasion aux scientifiques basés en Afrique de présenter leurs recherches, et de créer un réseau avec d'autres chercheurs travaillant sur des projets bioacoustiques en Afrique[36].
- Les JJBA (Journées des Jeunes BioAcousticiens), un congrès international organisé en France, qui a pour objectif de promouvoir la bioacoustique à travers des présentations d'étudiants et de jeunes chercheurs, afin de favoriser les rencontres et d'encourager le dialogue interdisciplinaire[37].